# 安藤直則
安藤 直則（あんどう みちのり）は、江戸時代後期の紀伊国田辺藩14代藩主。官位は帯刀、伊賀守。

## 略歴
分家の大身旗本・安藤直之の三男として誕生。幼名は岩三郎。
文化7年（1810年）2月29日、実弟で先代当主・直與が死去したため、末期養子として家督を継ぐ。同年12月16日、従五位下に叙任し、帯刀を称する。文政6年（1823年）没し、跡を養子・直馨（松平資承の五男）が継いだ。

## 系譜
- 父：安藤直之（1743-1805）
- 母：不詳
- 養父：安藤直與（1790-1809）
- 正室：郁 - 三浦為積の長女
- 継室：在 - 勧修寺経逸の娘
- 生母不明の子女
  - 次男：安藤直裕（1821-1885）
- 養子
  - 男子：安藤直馨（1786-1826） - 松平資承の五男